# Elsie-Dee
Elsie-Dee es un personaje ficticio que aparece en los cómics estadounidenses publicados por Marvel Comics. El personaje generalmente se representa como un aliado de Wolverine. El personaje apareció por primera vez en Wolverine Vol. 2, número 37 en estado inanimado suspendido en un tanque de gelatina. Elsie-Dee es una androide inteligente. Su nombre es un juego de palabras en la pantalla LCD, lo que indica sus orígenes artificiales.

## Biografía ficticia
Elsie-Dee fue creada junto con su contraparte, Albert (un robot doble de Wolverine), por Donald Pierce. Estos androides fueron diseñados para matar a Wolverine. El doble de Wolverine debía actuar como cebo y se suponía que Elsie-Dee (que aparentemente era una niña de 5 años) atrapara a Wolverine en un edificio en llamas donde detonaría con la fuerza suficiente para matarlo.
El plan falla porque uno de los secuaces de Pierce, Rompehuesos, accidentalmente le da a Elsie-Dee la máxima inteligencia artificial de la que era capaz uno de los autómatas de Pierce, en lugar del intelecto previsto de un niño de 5 años. Como resultado, Elsie-Dee finalmente encuentra una manera de desactivar su secuencia de detonación. Ella también mejora la inteligencia primitiva de su contraparte, dándole una inteligencia incluso más allá de la de ella. Se encuentran y luchan contra Wolverine en los cielos de Nueva York. Ella y su contraparte deciden que él era una persona noble y que no merecía morir y, en consecuencia, abandonan su misión.
En un momento, Elsie-Dee es responsable de la reactivación de Sabretooth. El mutante asesino había sido dado por muerto en las alcantarillas y su paso en falso casual obligó a su cuello a volver a su lugar, permitiendo que su factor de curación terminara el trabajo.
Los dos robots arriesgan su existencia varias veces el uno por el otro y por Wolverine. En algún momento viajan en el tiempo y tienen varias aventuras, y finalmente obtienen un bombardero furtivo de I.A. y la compañía del 'Cazador en la Oscuridad'. Hunter es una criatura parecida a un lobo de pelo blanco a quien Wolverine rescata dos veces del encierro, que Elsie-Dee llama "Puppy".
El trío ayuda a detener al Adversario asesino hace cientos de años en las tierras salvajes de América del Norte. Albert gana un papel de liderazgo con los indios locales. Viven allí durante algún tiempo y 'Puppy' deja a sus nuevos amigos para irse a vivir con los de su propia especie.
Durante la historia de "Hunt for Wolverine", se menciona que Elsie-Dee está desaparecida cuando Albert le pregunta a Daredevil qué hizo con ella. Antes de que Daredevil pueda responder, Albert es desactivado por las armas utilizadas por Nur, Misty Knight y Cypher.
Durante el evento "Iron Man 2020", Albert llegó a Madripoor buscando a Elsie-Dee. Después de conocer a Tyger Tiger, Albert fue enviado a la empresa Reavers Universal Robotics de Donald Pierce, donde se enfrentó a Donald Pierce. Donald afirma que vendió la cabeza de Elsie-Dee a la jefa de yakuza, Kimura, los brazos a la Tríada del Dragón de Jade y las piernas a la Mafia de Vladivostok. Después de obtener las partes de ellos, Albert vuelve a armar a Elsie-Dee. A la luz de las acciones de Albert hacia ellos, los Reavers, Kimura, la Tríada del Dragón de Jade y la Mafia de Vladivostok toman medidas contra Albert prometiendo que nunca saldrá vivo de Madripoor. En el centro de Madripoor, Donald Pierce los Reavers están viajando por las calles vacías mientras afirman que Albert y Elsie-Dee tendrán que atravesar el territorio de la mafia de Vladivostok antes de poder enfrentarse a ellos. Albert y Elsie-Dee se involucran con la mafia de Vladivostok donde matan a algunos miembros. Albert y Elsie-Dee luego ingresan al territorio de la Tríada del Dragón de Jade y luchan contra sus miembros. En el tramo J-Town de High Street, los hombres de Kimura se preparan para la llegada de Albert y Elsie-Dee cuando Kimura le informa a Sachinko que no pueden dejar que Elsie-Dee camine con la información de los libros de cuentas en su cabeza. Cuando Albert y Elsie-Dee se acercan, los hombres de Kimura abren fuego mientras atraviesan la barricada. Kimura detiene el ataque e informa a Albert y Elsie-Dee sobre lo que Donald Pierce ha planeado para él en el aeropuerto Madripoor. Mientras la limusina de Kimura engaña a los Reavers haciéndoles pensar que Albert y Elsie-Dee la secuestraron y dispararon el cañón de riel, Kimura saca a Albert y Elsie-Dee de Madripoor en una caja alegando que está llena de piezas de máquinas tragamonedas con destino a Macao. Elsie-Dee le dice a Albert que lo mejorarán. Albert y Elsie-Dee fueron vistos con el Ejército de I.A. atacando los tentáculos de la Entidad de Extinción mientras ella lo animaba. Resulta que la Entidad de extinción era solo una simulación y era el resultado de la enfermedad de la que Arno Stark pensó que se había curado.

## Poderes y habilidades
Aunque parecía ser una niña de 5 años, Elsie-Dee tenía habilidades que superaban con creces su apariencia. Era muy fuerte, podía interactuar directamente con las computadoras y tenía un intelecto mayor que su diseñador, Donald Pierce, quien era un genio en el campo de la robótica.

## Otras versiones
En Exiles # 85, Timebroker reunió a varios equipos, cada uno lleno de Wolverines, para terminar la reparación de las realidades rotas. El último equipo que reunió consistió en una versión de Albert y Elsie-Dee de la Tierra-50211. La primera misión del equipo fue matar a un malvado Magneto (mujer) que se fusionó con Wolverine, Quicksilver (mujer), Scarlet Warlock (hombre Scarlet Witch) y Mesmero, y ya capturó (y manipuló) a docenas de Wolverines del mundo. equipos anteriores. Cuando llegaron, fueron emboscados de inmediato y ambos fueron capturados, así como dos de sus compañeros de equipo.

## En otros medios
Elsie Dee es un personaje del videojuego Wolverine: Adamantium Rage.